# 瑜伽寺

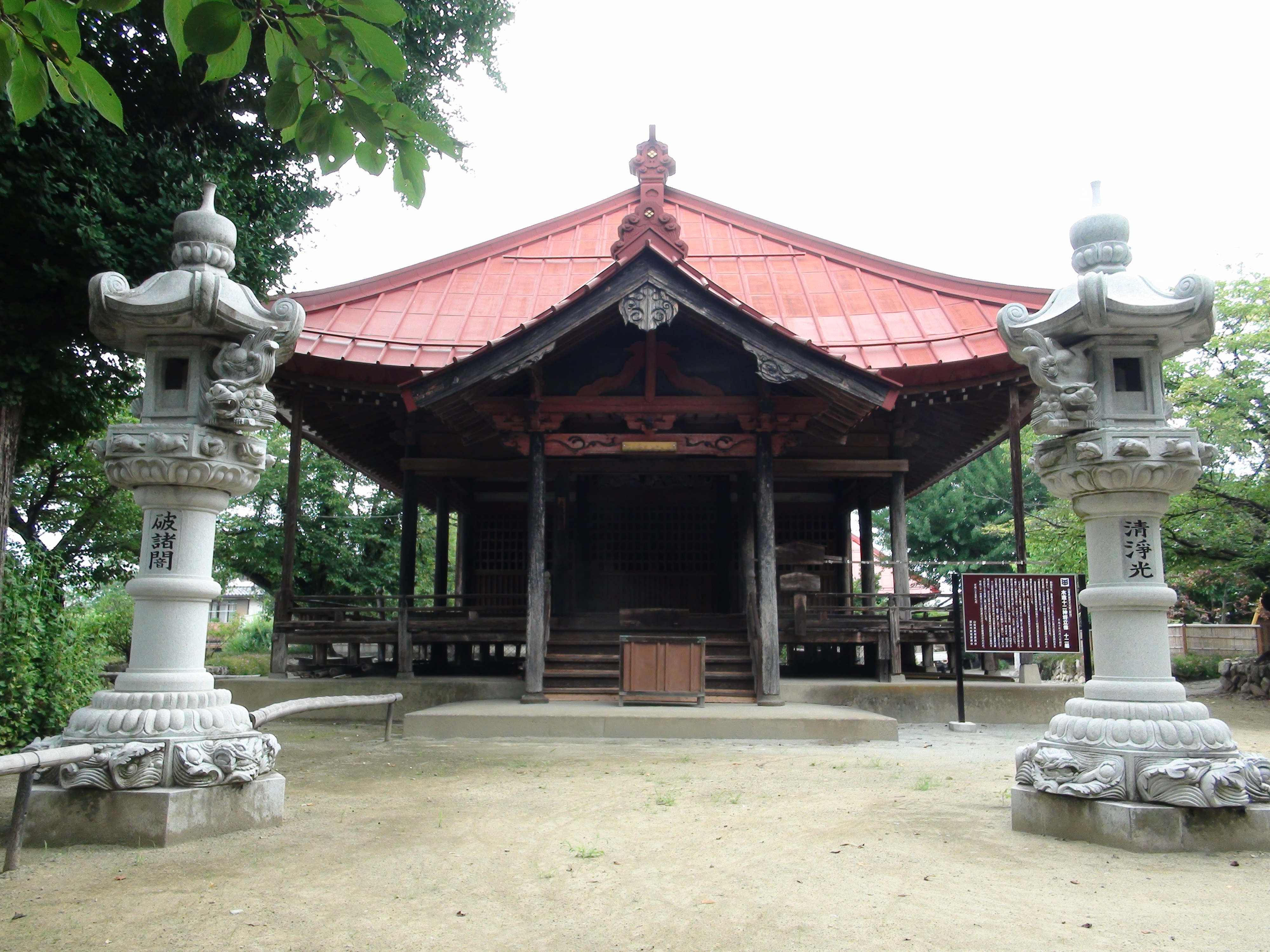
瑜伽寺薬師堂（2014年7月13日撮影）

瑜伽寺（ゆかじ）は、山梨県笛吹市八代町永井にある寺院。現在は臨済宗向嶽寺派の寺院である。本尊は薬師如来で、大善寺（甲州市勝沼町勝沼）や長谷寺のものとともに三薬師と呼ばれた。山号は無碍山（むげさん）。

## 沿革
所在する八代町永井は甲府盆地東部、笛吹川支流の浅川扇状地上に立地する。笛吹市八代町地区は律令制下の古代甲斐国では八代郡に含まれ、古代甲斐における政治的中心地であった。近在の笛吹市御坂町は後期国府が所在地と推定され、瑜伽寺の周辺にも条里制地割が見られる。また、古代官道の若彦路も通過している。『和名類聚抄』に拠れば当地は長江郷に比定され、瑜伽寺の所在する永井地区はその遺称地と見られている。
古代甲斐では盆地東部に有力豪族により創建された氏寺・官寺が分布しているが、江戸後期の『甲斐国志』によれば瑜伽寺は奈良時代の霊亀元年（715年）に無音律師による創建で、当寺に出現した薬師如来像を本尊として開創されたという。瑜伽寺も笛吹市一宮町国分・東原に所在する甲斐国分寺・国分尼寺の造営を行った有力豪族が創建に関わった官寺と考えられている。
当初の本尊であったと言われる塑造薬師三尊像（薬師如来坐像と両脇侍像）が残欠として伝わっている。これは7世紀後半から8世紀の寺本廃寺（笛吹市春日居町寺本）出土の塑像残欠と同時期のものと推定され、古代甲斐における初期仏教の仏像として注目されている。残欠の大半は東京国立博物館に所蔵されている。
甲州市塩山上萩原の雲峰寺などと同様に、中世に禅宗寺院に改宗した。瑜伽寺薬師堂は桁行4間、梁間3間、寄棟造の仏堂で江戸時代前期の遺構。

## 境内の発掘調査
1992年（平成4年）には山梨県古代官衙・寺院跡詳細分布調査の一環として山梨県埋蔵文化財センターによる発掘調査が実施された。調査地域は西側旧境内地の梅畑で、石列遺構や均整忍草唐草文の布目瓦や甲斐国分尼寺出土の瓦当文様を持つ古代瓦に類似した軒平瓦のほか、平安時代の灰釉広口壺や須恵器、土器類などが出土している。出土遺物は山梨県埋蔵文化財センターに所蔵されている。

## 文化財
県指定文化財
- 木造如来形坐像（にょらいぎょうざぞう） - 1998年（平成10年）6月8日指定

平安時代の作。檜材の一木造、像高は84.5センチメートル。右手を屈臂し、左手は掌を植えに膝上に置いた印相。両手先は後補、玉眼嵌入（亡失）、頭部には内刳が施されている。由緒は不明だが、近世には塔頭である大日庵に安置され大日如来像として信仰を集めており、近年は創建当初の本尊であった塑造薬師如来像が破損したため、由緒を継ぐべく造立された薬師如来像である可能性が指摘されている。
- 木造十二神将立像 - 1998年（平成10年）6月8日指定

鎌倉時代の十二神将像で、本尊である薬師如来像の両脇に安置されている。檜材の寄木造、彫眼で近世に彩色が施されている。南都の仏師である成朝の作と推定されている放光寺（甲州市塩山藤木）の金剛力士像との共通性が指摘されていることから、本群像も南都系仏師の作であると考えられている。一方で一部の像の表現には奈良時代の古典的な塑造神将形像の影響が見られることも指摘されており、創建当初は塑造三尊像とともに十二神将像が一具造立され、残存した一部の十二神将像を参考にして製作されたものであるとも考えられている。
2009年（平成21年）から2012年（平成24年）にかけて、地域の保存会による修復作業が実施され近世の彩色が除去され、新たな墨書銘も確認された。